# گوردون آدام
گوردون آدام (انگلیسی: Gordon Adam; ۲۶ مهٔ ۱۹۱۵ – ۲۷ مارس ۱۹۹۲) قایقران روئینگ اهل ایالات متحده آمریکا بود.